# ناحیه حجار
ناحیه حجار (به عربی: دائرة الحجار) یک ناحیه در الجزایر است که در استان عنابه واقع شده‌است. ناحیه حجار ۱۰۶٬۷۶۷ نفر جمعیت دارد.